# 야누프군

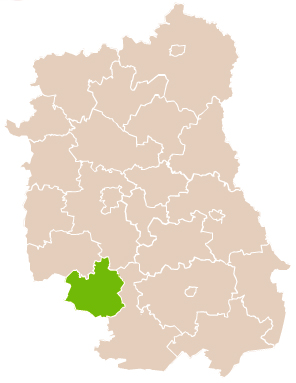
루블린주 지도에 표시된 야누프군의 위치

야누프군(폴란드어: powiat janowski)은 폴란드 루블린주에 위치한 군으로 군청 소재지는 야누프루벨스키이며 면적은 875.34km2, 인구는 44,383명(2019년 기준), 인구 밀도는 51명/km2이다.
북쪽으로는 크라시니크군, 루블린군, 남동쪽으로는 비우고라이군, 남서쪽으로는 포트카르파츠키에주 니스코군, 남서쪽으로는 포트카르파츠키에주 스탈로바볼라군과 접한다. 7개 지방 자치체(1개 도시형 농촌, 6개 농촌)를 관할한다.

군기
군 문장